# 台灣政策法
台灣政策法，是2022年美國國會一部審議中的對台法案。由美國參議院外交委員會提出討論。法案明訂未來5年，提供100億美元強化台灣防禦，禁止美國政府官員承認台灣是中華人民共和國的一部分，並建議美國視台灣民選政府為台灣人民合法代表 ，禁止美國聯邦政府對跟台灣政府的官方互動施加限制，為將來可能的更多安全保障與貿易優惠鋪路。这可能是美国自與中華民國斷交以來，最全面的對台政策調整。

## 起源
2022年6月由美國參議院外交委員會主席梅南德茲（民主黨籍）及預算委員會資深議員格雷厄姆（共和黨籍）共同提出。主要內容包括若“中國侵台”，美國將會制裁、四年內提供台灣45億美元、賦予台灣「主要非北約盟邦」地位、表態聯合國第2758號決議未含任何攸關台灣主權的聲明、將「駐美國台北經濟文化代表處」更名為「台灣代表處」、建立美台全面性軍事訓練計畫，以及台灣可展現象徵主權的符號等。

## 立法過程
2022年8月，美國參議院外交委員會原定3日下午審查由委員會主席羅伯特·梅南德茲領銜提案的「台灣政策法案」（英語：Taiwan Policy Act of 2022），不過由於參院院會共識優先處理批准芬蘭和瑞典加入北約的提案，因此委員會審查會將延後至9月14日處理台灣政策法。
2022年9月14日下午，參議院外交委員會以17票對5票通過台灣政策法。雖然法案獲得兩黨議員支持，但也有部分反對聲音。投下反對票的共和黨議員蘭德·保羅認為，此法讓美國從「戰略模糊」（strategic ambiguity）往「戰略清晰」（strategic clarity）又邁進一步，甚至可能推翻美國的「一個中國」政策；另一投下反對票的民主黨議員布萊恩·夏茲則稱美國透過此法案給了台灣「主權的象徵」，但這種激怒中國的舉動是否對美國有利，引發質疑。投下贊成票的共和黨議員米特·羅姆尼承認法案最終或許未能成法，因為這是高度挑釁性及好戰的，美國大幅強化對台軍事支援將導致大陸加快攻台。
外委會通過的法案經些微修改，包括授權駐美代表處改名調整為「國會意見」的建議性表達，刪除美國在台協會（AIT）處長任命需參議院同意的要求，以及把「賦予台灣主要非北約盟友地位」，改為以「等同於主要非北約盟友的地位」來對待台灣。其餘的內容皆有保留，此版本亦另外指明未來5年提供台灣100億美元軍事融資資（每年20億美金），是無償的軍事援助。
法案中對台安全議題以《台灣增強韌性法》（Taiwan Enhanced Resilience Act）納入《2023年度國防授權法》，12月23日由總統喬·拜登簽署生效。

## 評論
美國智庫德國馬歇爾基金會中國專家葛來儀認為法案將逼使中國作出強硬回應，令美國面對一場重大危機。美國史丹福大學研究員梅惠琳直言法案適得其反，不足以阻嚇北京武力侵台，反而只會激怒對方，「在部分情況下，法案給予中共準備戰爭的道德制高點及合法性」。美國智庫大西洋理事會研究員莊宛樺認為法案象徵性的部分可能弊多於利，特別是中國可能視之為美國政府進一步「掏空」現行的對台政策。美中經濟暨安全檢討委員會成員卡羅琳‧巴塞洛繆稱，美國國會對台灣的支持強大，不認為有議員想做出被視為減少支持的舉動，反問若議員提出修改法案減少援助，或反對加強美方支援的修正案，「將會向北京傳遞怎樣的訊息？」美國前副國務卿阿米塔吉則認為該法部分條文過分聚焦象徵主義，恐給兩岸關係火上澆油。
美國國會對台灣政策法的立場是跨黨派的支持，但學界的意見立場卻非常分歧，中華民國外交部的角色也備受矚目。外交部北美司副司長馬博元表示，提出法案的議員以及阿米塔吉副國務卿都是長期關心台灣、支持台灣的好友，出發點都是為了台灣好，外交部都誠摯感謝，也會與美國國會及行政部門保持密切合作與聯繫，以最穩健的方式深化台美關係。

## 資料來源
1. ↑  中央社. . 商業週刊. 2022-09-15  [2022-09-20]. （原始内容存档于2022-09-15） （中文（繁體））.
2. ↑  周昱君. . 2022-09-14  [2022-09-15]. （原始内容存档于2022-09-16） （中文（繁體））.
3. ↑  陳鋼; 梁碩文. . 華視新聞. 2022-08-03  [2022-08-04]. （原始内容存档于2022-08-04） （中文（繁體））.
4. ↑  游凱翔. . 中央通訊社. 2022-06-17  [2022-09-06]. （原始内容存档于2022-09-06） （中文（繁體））.
5. ↑  曾品潔. . 新頭殼newtalk. 2022-08-03  [2022-08-04]. （原始内容存档于2022-08-14） （中文（繁體））.
6. ↑  美國議員.  (PDF). 美國參議會. 2022-08-28  [2022-09-14]. （原始内容存档 (PDF)于2022-08-24） （中文（繁體））.
7. ↑  徐薇婷. . 中央通訊社. 2022-09-14  [2022-09-14]. （原始内容存档于2022-09-15） （中文（繁體））.
8. ↑  張文馨. . 聯合報. 2022-08-04  [2022-08-04]. （原始内容存档于2022-08-11） （中文（繁體））.
9. ↑  楊丞彧. . 自由時報. 2022-08-28  [2022-09-06]. （原始内容存档于2022-09-06） （中文（繁體））.
10. ↑  Patricia Zengerle. . 路透社. 2022-09-14  [2022-09-14]. （原始内容存档于2022-09-15） （中文（繁體））.
11. ↑  徐薇婷. . 中央通訊社. 2022-09-15  [2022-09-15]. （原始内容存档于2022-09-15） （中文（繁體））.
12. ↑  周昱君. . 上報. 2022-09-15  [2022-09-15]. （原始内容存档于2022-09-15） （中文（繁體））.
13. 1 2  . 東網. 2022-09-15  [2022-09-15]. （原始内容存档于2022-09-15） （中文（繁體））.
14. ↑  . 東網. 2022-09-15  [2022-09-15]. （原始内容存档于2022-09-15） （中文（繁體））.
15. ↑  徐薇婷. . 中央通訊社. 2022-09-15  [2022-09-15]. （原始内容存档于2022-09-15） （中文（繁體））.
16. ↑  呂伊萱. . 自由時報. 2022-09-15  [2022-09-15]. （原始内容存档于2022-09-15） （中文（繁體））.
17. ↑  游凱翔. . 中央通訊社. 2022-09-15  [2022-09-15]. （原始内容存档于2022-09-15） （中文（繁體））.
18. ↑  黃雅詩. . 中央通訊社. 2022-09-15  [2022-09-15]. （原始内容存档于2022-09-15） （中文（繁體））.
19. ↑  黃雅詩. . 上報. 2022-12-09  [2022-12-09]. （原始内容存档于2022-12-13）.
20. ↑  . 東網. 2022-09-14  [2022-09-14]. （原始内容存档于2022-09-14）.
21. ↑  . 《金融時報》. 2022年9月13日  [2022年9月19日]. （原始内容存档于2022年9月14日）.
22. ↑  Cooper, Zack. . Alliance For Securing Democracy. 2022-08-29  [2022-12-04]. （原始内容存档于2022-12-04） （美国英语）.
23. ↑  . tw.stock.yahoo.com.   [2022-12-04]. （原始内容存档于2022-12-04） （中文（臺灣））.